# Gete
El Gete (en francès Gette) és un afluent del Dèmer que neix a Budingen, un poble de la ciutat de Zoutleeuw de la província de Brabant Flamenc a Bèlgica, al conflent del Kleine Gete i del Grote Gete.

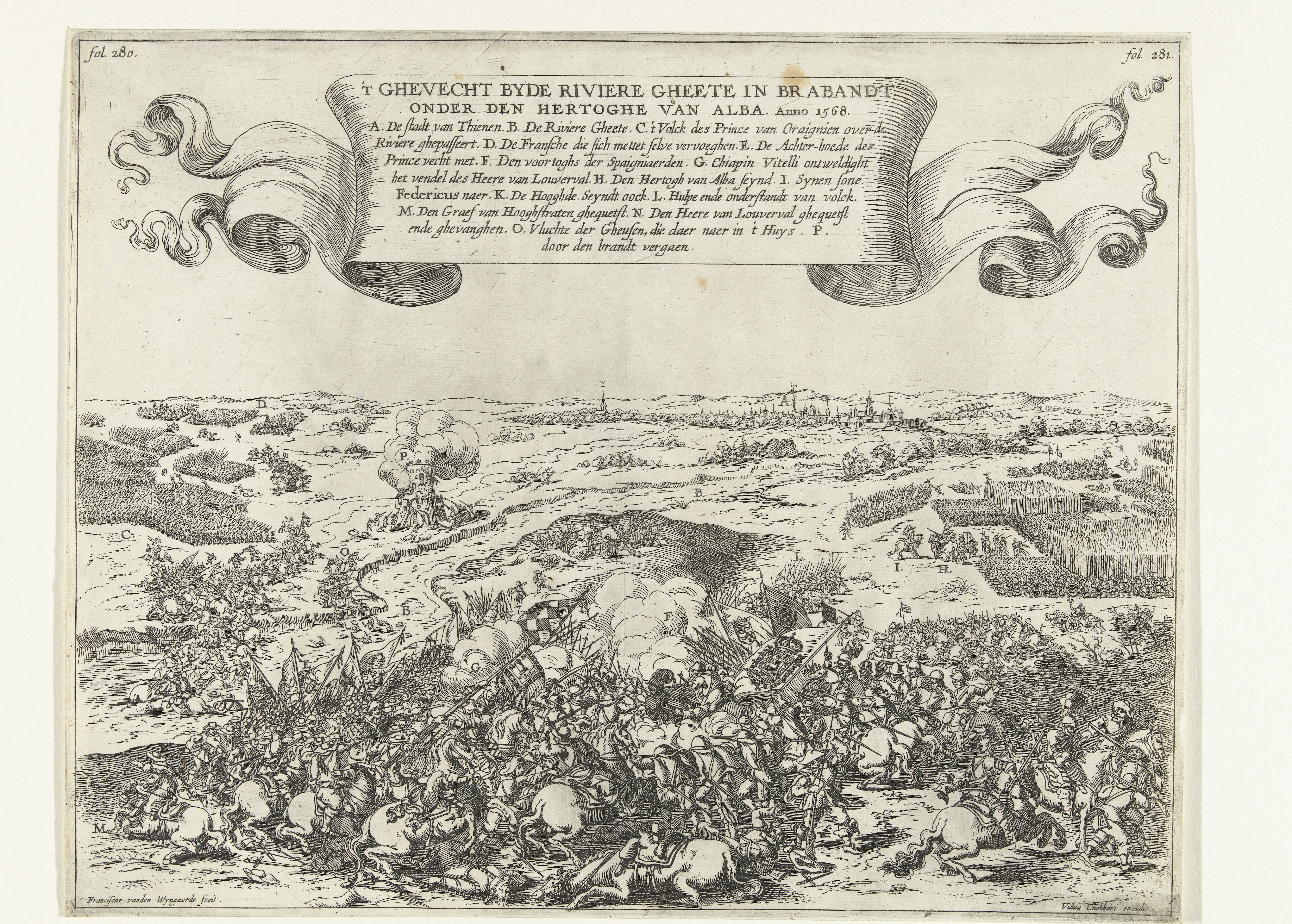
Batalla al marge del Gete entre els Geuzen i les tropes espanyoles del duc d'Alba del 19 d'octubre de 1568

Fins al 1525 era navegable cap a Tienen. Fins a la fi de l'antic règim, el riu va fer de frontera entre el principat de Lieja i el ducat de Brabant. Al 12 d'agost del 1914, després de la presa de la Posició fortificada de Lieja per l'exèrcit prussià, la cavalleria belga va vèncer la prussiana al pont del Gete (vegeu foto). Aquesta batalla només va alentir una mica el progrés de les tropes prussianes.
El 2014 s'han trobat arbres caiguts al marge del riu, amb el típic rosegat del castor europeu, signe del retorn d'aquest rosegador, extingit a Bèlgica el 1848, i de la millora de la qualitat de l'aigua.

## Afluents
- Melsterbeek
- Kleine Gete
- Grote Gete